# نینگیریدا
نینگیریدا الهه بین‌النهرینی بود که به عنوان همسر نینازو و مادر نینگیشزیدا شناخته می‌شد. اطلاعات کمی در مورد شخصیت او فراتر از رابطه او با این دو خدا وجود دارد.

## نام و شخصیت
خوانش صحیح نام نینگیریدا به املای هجایی آن در دوره اور سوم،dNin-gi-ri-da ، متکی است.
نام جایگزین گواهی‌شده همین الهه نینسیسکورا است.

## ارتباط با سایر خداییان
نینگیریدا را همسر نینازو می‌دانستند.
نینگیشزیدا، پسر نینازو، پسر نینگیریدا نیز در نظر گرفته می‌شد.
هیچ مدرکی به نفع این دیدگاه وجود ندارد که نینگیریدا با نینگیریما اشتباه گرفته شده است، علیرغم شباهت بین نام‌هایشان.